# Bahnstrecke Distelrath–Embken
| Ehemaliges DKB-Empfangsgebäude Merzenich (Straßenseite) |                                                                    |                                                   |                                                   |
| Kursbuchstrecke (DB): | 247h (1958)                                                        |                                                   |                                                   |
| Kursbuchstrecke: | 247g (Distelrath – Nörvenich 1946) 247h (Nörvenich – Zülpich 1946) |                                                   |                                                   |
| Streckenlänge: | 33,8 km                                                            |                                                   |                                                   |
| Spurweite: | 1435 mm (Normalspur)                                               |                                                   |                                                   |
| Stromsystem: | Düren–Bessenich: 600 V =                                           |                                                   |                                                   |
| |                                                                    |                                                   |                                                   |
| \| \| \| vom Dürener Stadtnetz (Straßenbahn) \| \| \| \| 0,0 \| Distelrath (Bw der Rurtalbahn, ehem. Pbf) \| Distelrath (Bw der Rurtalbahn, ehem. Pbf) \| \| \| \| Strecke zum Übergabebahnhof und nach Düren \| \| \| \| \| Bördebahn Zülpich ↔ Düren \| \| \| \| \| ehem. Ringbahn nach Birkesdorf/Lendersdorf \| \| \| \| \| Merzenich-Anfang \| \| \| \| 2,1 \| Merzenich \| Merzenich \| \| \| 4,3 \| Girbelsrath \| Girbelsrath \| \| \| 6,1 \| Eschweiler ü. Feld Bf \| Eschweiler ü. Feld Bf \| \| \| 6,9 \| Eschweiler ü. Feld Mitte \| Eschweiler ü. Feld Mitte \| \| \| 8,3 \| Ollesheim \| Ollesheim \| \| \| \| ehem. Strecke von Mödrath \| \| \| \| 10,5 \| Nörvenich \| Nörvenich \| \| \| 11,9 \| Hochkirchen \| Hochkirchen \| \| \| 12,9 \| Eggersheim \| Eggersheim \| \| \| 14,5 \| Lüxheim \| Lüxheim \| \| \| 16,0 \| Gladbach \| Gladbach \| \| \| 17,8 \| Müddersheim \| Müddersheim \| \| \| 19,4 \| Disternich \| Disternich \| \| \| 20,6 \| Sievernich \| Sievernich \| \| \| 22,3 \| Bessenich \| Bessenich \| \| \| \| Bördebahn von Düren \| \| \| \| 24,2 \| Zülpich DB / Krsb \| Zülpich DB / Krsb \| \| \| \| ehem. EKB von Mülheim-Wichterich (Meterspur) \| \| \| \| \| Bördebahn nach Euskirchen \| \| \| \| \| ehem. Zülpicher Industriebahn (Dreischienengleis) \| \| \| \| 26,9 \| Zülpich-Stadt \| Zülpich-Stadt \| \| \| \| ehem. EKB nach Arloff (Meterspur) \| \| \| \| 29,6 \| Geich-Füssenich \| Geich-Füssenich \| \| \| 31,4 \| Juntersdorf \| Juntersdorf \| \| \| 33,8 \| Embken \| Embken \| \| \| \| \| \| \| Quellen: [1][2][3] \| \| \| \| |                                                                    |                                                   |                                                   |
| U-Bahn-Grenze mit Eisenbahn (Strecke außer Betrieb) |                                                                    | vom Dürener Stadtnetz (Straßenbahn)               | vom Dürener Stadtnetz (Straßenbahn)               |
| Betriebs-/Güterbahnhof Strecke bis hier außer Betrieb | 0,0                                                                | Distelrath (Bw der Rurtalbahn, ehem. Pbf)         | Distelrath (Bw der Rurtalbahn, ehem. Pbf)         |
| Abzweig ehemals geradeaus und nach links |                                                                    | Strecke zum Übergabebahnhof und nach Düren        | Strecke zum Übergabebahnhof und nach Düren        |
| Kreuzung geradeaus unten (Strecke geradeaus außer Betrieb) |                                                                    | Bördebahn Zülpich ↔ Düren                         | Bördebahn Zülpich ↔ Düren                         |
| Abzweig geradeaus und nach links (Strecke außer Betrieb) |                                                                    | ehem. Ringbahn nach Birkesdorf/Lendersdorf        | ehem. Ringbahn nach Birkesdorf/Lendersdorf        |
| Haltepunkt / Haltestelle (Strecke außer Betrieb) |                                                                    | Merzenich-Anfang                                  | Merzenich-Anfang                                  |
| Bahnhof (Strecke außer Betrieb) | 2,1                                                                | Merzenich                                         | Merzenich                                         |
| Bahnhof (Strecke außer Betrieb) | 4,3                                                                | Girbelsrath                                       | Girbelsrath                                       |
| Bahnhof (Strecke außer Betrieb) | 6,1                                                                | Eschweiler ü. Feld Bf                             | Eschweiler ü. Feld Bf                             |
| Haltepunkt / Haltestelle (Strecke außer Betrieb) | 6,9                                                                | Eschweiler ü. Feld Mitte                          | Eschweiler ü. Feld Mitte                          |
| Bahnhof (Strecke außer Betrieb) | 8,3                                                                | Ollesheim                                         | Ollesheim                                         |
| Abzweig geradeaus und von links (Strecke außer Betrieb) |                                                                    | ehem. Strecke von Mödrath                         | ehem. Strecke von Mödrath                         |
| Bahnhof (Strecke außer Betrieb) | 10,5                                                               | Nörvenich                                         | Nörvenich                                         |
| Bahnhof (Strecke außer Betrieb) | 11,9                                                               | Hochkirchen                                       | Hochkirchen                                       |
| Bahnhof (Strecke außer Betrieb) | 12,9                                                               | Eggersheim                                        | Eggersheim                                        |
| Bahnhof (Strecke außer Betrieb) | 14,5                                                               | Lüxheim                                           | Lüxheim                                           |
| Bahnhof (Strecke außer Betrieb) | 16,0                                                               | Gladbach                                          | Gladbach                                          |
| Bahnhof (Strecke außer Betrieb) | 17,8                                                               | Müddersheim                                       | Müddersheim                                       |
| Bahnhof (Strecke außer Betrieb) | 19,4                                                               | Disternich                                        | Disternich                                        |
| Bahnhof (Strecke außer Betrieb) | 20,6                                                               | Sievernich                                        | Sievernich                                        |
| Bahnhof (Strecke außer Betrieb) | 22,3                                                               | Bessenich                                         | Bessenich                                         |
| Strecke von rechts · Strecke (außer Betrieb) |                                                                    | Bördebahn von Düren                               | Bördebahn von Düren                               |
| Bahnhof · Bahnhof (Strecke außer Betrieb) | 24,2                                                               | Zülpich DB / Krsb                                 | Zülpich DB / Krsb                                 |
| Strecke · Strecke (außer Betrieb) · Strecke von links (außer Betrieb) |                                                                    | ehem. EKB von Mülheim-Wichterich (Meterspur)      | ehem. EKB von Mülheim-Wichterich (Meterspur)      |
| Strecke nach links · Kreuzung geradeaus oben (Strecke geradeaus außer Betrieb) · Kreuzung geradeaus oben (Strecke geradeaus außer Betrieb) |                                                                    | Bördebahn nach Euskirchen                         | Bördebahn nach Euskirchen                         |
| Kreuzung (Strecken außer Betrieb) · Abzweig geradeaus und von rechts (Strecke außer Betrieb) |                                                                    | ehem. Zülpicher Industriebahn (Dreischienengleis) | ehem. Zülpicher Industriebahn (Dreischienengleis) |
| Bahnhof (Strecke außer Betrieb) · Bahnhof (Strecke außer Betrieb) | 26,9                                                               | Zülpich-Stadt                                     | Zülpich-Stadt                                     |
| Strecke (außer Betrieb) · Strecke nach links (außer Betrieb) |                                                                    | ehem. EKB nach Arloff (Meterspur)                 | ehem. EKB nach Arloff (Meterspur)                 |
| Bahnhof (Strecke außer Betrieb) | 29,6                                                               | Geich-Füssenich                                   | Geich-Füssenich                                   |
| Bahnhof (Strecke außer Betrieb) | 31,4                                                               | Juntersdorf                                       | Juntersdorf                                       |
| Kopfbahnhof Streckenende (Strecke außer Betrieb) | 33,8                                                               | Embken                                            | Embken                                            |
| |                                                                    |                                                   |                                                   |
| Quellen: |                                                                    |                                                   |                                                   |

Die Bahnstrecke Distelrath–Embken war die normalspurige Stammstrecke der Dürener Kreisbahn. Sie führte weiträumig parallel zur Bördebahn vom Kleinbahnhof Düren in Distelrath über Nörvenich und Zülpich nach Embken. Der Abschnitt zwischen Nörvenich und Zülpich führte in etwa parallel zum Neffelbach und wurde auch als Neffeltalstrecke bezeichnet.
Neben dem als Straßenbahn konzessionierten Stadtnetz in Düren wurde diese Strecke als Kleinbahn betrieben, sie war wie auch das Stadtnetz bis Bessenich mit 600 V= elektrifiziert.

## Geschichte
Nach langjähriger Planung erhielt die Stadt Düren im November 1904 die Genehmigung zum Bau einer Personen- und Güterstrecke nach Zülpich. Mit den Planungen und der Betriebsführung wurde die Westdeutsche Eisenbahn-Gesellschaft (WeEG) beauftragt. Der Bau erfolgte zwischen 1906 und 1908.
Am 6. Februar 1909 wurde der Abschnitt von Düren nach Bessenich eröffnet, der Abschnitt bis Zülpich folgte am 1. Mai 1909. Mit der Streckeneröffnung wurde dann die Dürener Kreisbahn gegründet.
1911 wurde die Strecke von Zülpich nach Embken verlängert, dort wurden die Grube Astraea und die zugehörige Brikettfabrik angeschlossen. Insgesamt waren von Düren bis Embken 19 Brückenbauten erforderlich:
- die Überführung der Staatsbahn in Düren,
- die Unterführung der Staatsbahn in Zülpich,
- drei Straßenüberführungen,
- eine Straßenunterführung,
- drei Wegunterführungen,
- zehn Bachunterführungen.

Die WeEG kündigte den Pachtvertrag der Strecke zum 31. Dezember 1920, dies führte zur Gründung der Dürener Kreisbahn GmbH, die die Betriebsführung der Strecke übernahm. Auf Grund der Weltwirtschaftskrise war der Betrieb zwischen Dezember 1922 und Januar 1924 eingestellt, lediglich die Verbindung Distelrath – Nörvenich blieb zur Umgehung der französischen Regiebahn zwischen Aachen und Buir noch vier Monate bis zum Frühjahr 1923 in Betrieb.
Bereits im November 1908 war der Abschnitt zwischen Distelrath und Merzenich mit Oberleitung versehen und von der Straßenbahnlinie nach Rölsdorf – Lendersdorf bzw. Gürzenich befahren worden. 1927 wurde der elektrische Betrieb bis Girbelsrath, 1928 bis Nörvenich ausgedehnt. Die weitere Elektrifizierung in Richtung Zülpich wurde erst nach dem Zweiten Weltkrieg begonnen. Die Fahrleitung erreichte 1955 Müddersheim und 1957 Sievernich. Hierbei wurde entbehrlich gewordenes Material der 1954 stillgelegten Straßenbahnstrecken nach Lendersdorf und Gürzenich wiederverwendet. Ebenfalls 1957 musste der zuletzt errichtete Streckenabschnitt zwischen Zülpich-Stadt und Embken stillgelegt werden, nachdem die Grube Astraea zum Tagebau Zülpich erweitert wurde. Obwohl 1958 der Aufbau der Oberleitung bis Bessenich fortgeschritten war, wurde der Personenverkehr auf der Strecke zwischen Nörvenich und Zülpich-Stadt bereits 1960 stillgelegt, der Güter- und damit der Gesamtverkehr folgte am 31. Dezember 1962.
Am 30. April 1963 wurde der Personenverkehr auf dem verbliebenen Teilstück zwischen Düren und Nörvenich eingestellt. Mit dem Ende des Güterverkehrs nach Nörvenich 1968 war die Strecke damit komplett stillgelegt.